# Russellhanleya striata
Russellhanleya striata är en ringmaskart som beskrevs av Barnich, Sun och Fiege 2004. Russellhanleya striata ingår i släktet Russellhanleya och familjen Polynoidae. Inga underarter finns listade i Catalogue of Life.